# Звездчатый тихоокеанский скат
Звездчатый тихоокеанский скат (лат. Raja stellulata) — вид хрящевых рыб семейства ромбовых скатов отряда скатообразных. Обитают в умеренных водах восточно-центральной и северо-восточной части Тихого океана между 51° с. ш. и 30° с. ш и между 129° з. д. и 115° з. д. Встречаются на глубине до 982 м. Их крупные, уплощённые грудные плавники образуют диск в виде ромба со слегка вытянутым рылом. Максимальная зарегистрированная длина 76 см. Откладывают яйца. Не являются объектом промысла.

## Таксономия
Впервые вид был научно описан в 1880 году. Видовой эпитет происходит от лат. stella — «звезда».

## Ареал
Эти демерсальные скаты обитают вдоль западного побережья Северной Америки от Канады и США до Нижней Калифорнии, Мексика. Встречаются на континентальном шельфе на глубине от 18 до 982 м, в основном между 70 и 150 м. Температура в среде обитания 4—12 °С, в среднем 8,9 °С. Попадаются на песчаном и илистом дне, однако предпочитают каменистый грунт и вертикальный рельеф, особенно крупные особи.

## Описание
Широкие и плоские грудные плавники этих скатов образуют диск в виде ромба с вытянутым рылом и закруглёнными краями. На вентральной стороне диска расположены 5 жаберных щелей, ноздри и рот. На длинном хвосте имеются латеральные складки. От межглазничного пространства до первого спинного плавника пролегает срединный ряд острых шипов. Между спинными плавниками имеется единичный шип. Плечевая область покрыта колючками. Внутренний край глазной орбиты усеян шипиками. Колючками покрыт край грудных плавников до кончика рыла. У крупных самцов эти колючки довольно крупные. Спинные плавники маленькие. Хвостовой плавник крошечный. Анальный плавник отсутствует. Окраска дорсальной поверхности серо-коричневого цвета с многочисленными тёмными крапинками, иногда у основания грудных плавников имеются отметины в виде глазков. Максимальная зарегистрированная длина 76 см.

## Биология
Подобно прочим ромбовым эти скаты откладывают яйца, заключённые в жёсткую роговую капсулу с выступами на концах. Эмбрионы питаются исключительно желтком. Самцы и самки достигают половой зрелости при длине 46 см и 47,4 см, в возрасте 6 и 9 лет, соответственно. Максимальная продолжительность жизни оценивается в 14 лет у самцов и 15 лет у самок. Размножение происходит круглый год. Размер новорождённых 15,5—22,5 см. Продолжительность поколения по оценкам составляет 8—12 лет.

## Взаимодействие с человеком
Эти скаты не являются объектом целевого промысла. Попадаются в качестве прилова. Поскольку этот вид обитает на каменистом грунте, прилов при траловом промысле незначительный. В настоящее время у побережья Калифорнии имеется 29 защитных областей общей площадью около 204 км². Международный союз охраны природы присвоил виду охранный статус «Вызывающий наименьшие опасения».